# Antônio Mineral
Antônio Pereira Neto, alcunhado de Antônio Mineral, (Patos, 12 de março de 1966) é um político brasileiro. Atualmente é suplente, ocupando a titularidade de deputado estadual na Assembleia Legislativa da Paraíba, assumindo definitivamente o cargo em 3 de janeiro de 2017 depois que o então deputado estadual Dinaldinho passou a administrar a cidade de Patos como prefeito.

## Biografia
Apesar de ter nascido em Patos, viveu sua infância no sítio Caiçara, município de Passagem. É filho do casal Manoel Pereira da Costa (Manoel Mineral) e de Edithe Balduíno da Nóbrega, tendo iniciado seus estudos em Passagem e posteriormente foi transferido para a casa do seu irmão Janúncio, na cidade de Patos, onde ficou até a vinda da família, continuando a formação educacional, chegando a concluir o Técnico em Contabilidade, no Colégio Comercial Roberto Simonsen.
Profissionalmente manteve atividades agropecuárias, além de empresário no ramo de material de construção, sendo que mais tarde adquiriu a distribuidora de fumos Du Melhor, da família Peixoto. Além disso, foi funcionário público na IV Ciretran.
O apelido Mineral, o seu pai herdou da função de garimpeiro, tornando-se conhecido no distrito de São José da Batalha, Junco do Seridó e adjacências, como uma das principais figuras da extração de preciosidades.
Entrou na vida pública em 1988, concorrendo para vereador em Passagem, chegando à presidência da Câmara e se reelegendo em 1992, novamente como o mais votado. Foi ele, o maior responsável pela emancipação do distrito de Areia de Baraúnas, criado pela Lei 406, em 5 de julho de 1960, o qual passou a denominação de município por força da Lei Estadual nº 5.923, de 29 de abril de 1994, propositura do deputado Múcio Sátyro, sancionado pelo governador Cícero Lucena, com instalação em 1º de janeiro de 1997. Vale salientar que Mineral foi o primeiro prefeito do município criado, sendo eleito em 1996, com 663 votos (57,45%); o segundo colocado, Adauri Azevedo da Costa, teve 491 (42,55%).
Anunciando  uma candidatura de deputado estadual, propondo ampliar sua representatividade, incluindo Patos como principal município, ele logrou êxito no pleito de 2002, obtendo 23.852 votos, numa coligação constituída por seu partido (PSDB), com PFL, PST, PSD, PV e PRTB. Foi reeleito em 2006, na coligação PP, PTB, PTN, PL, PTC, PSDB e PTdoB, conquistando 25.645 votos, se reelegendo mais uma vez em 2010, com 24.387 votos, tendo participação fundamental na campanha do governador Ricardo Coutinho. Em 2014 foi candidato a deputado estadual novamente, obtendo a suplência, mas assumindo algumas vezes a titularidade da vaga em 2015: do deputado estadual Ricardo Marcelo (PEN) e também do deputado Branco Mendes (PEN). Em 2016, o deputado Ricardo Marcelo se licencia mais uma vez e Mineral assume a titularidade pela terceira vez.
É casado com Vanderlita Guedes Pereira, natural de Condado e que, além de vice, veio a assumir o cargo de prefeita de Areia de Baraúnas.